# Ewa Fröling
Ewa Fröling, folkbokförd Eva Marie Davidsdotter Fröling, född 9 augusti 1952 i Matteus församling i Stockholm, är en svensk skådespelare, regissör och författare. Fröling har bland annat medverkat i filmer som Fanny och Alexander (1982), Jim och piraterna Blom (1987), SOS – en segelsällskapsresa (1988) och Män som hatar kvinnor (2009).

## Biografi

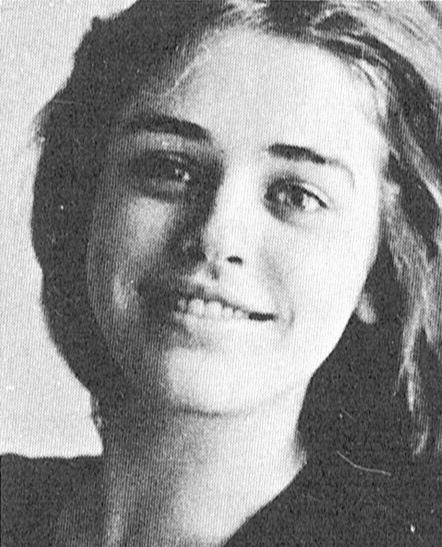
Ewa Fröling c. 1971

### Studier och skådespelarkarriär
Fröling studerade vid Statens scenskola i Malmö 1971–1974, efter gymnasiet och Arbetarnas bildningsförbunds teaterskola. Hon var engagerad vid Stockholms stadsteater och Klarateatern 1974–1977. Från 1977 var hon verksam vid Dramaten. Senare har hon även varit verksam vid Malmö och Uppsala stadsteatrar. Hon har haft teater- och filmroller i regi av bland andra Alf Sjöberg, Benno Besson, Ingmar Bergman, Janne Halldoff och Gunnel Lindblom, Lasse Åberg, Bo Widerberg, Carsten Brandt, Hans Alfredson, Suzanne Osten, Andrew Grieve, Sven Nykvist, Colin Nutley, Susanne Bier och Vilgot Sjöman.

### Författarskap
Fröling debuterade 2021 som författare med boken Moder Liv. Boken beskrivs som ett ärligt och osminkat porträtt inom kategorin självbiografisk cancerlitteratur, som även ger glimtar från hennes uppväxt och karriär.
Hösten 2022 gav hon ut Att störa ett väsen som beskrivs som en svidande uppgörelse med svensk psykvård, baserad på hennes egna erfarenheter som patient.

### Familj
Ewa Fröling var en period sambo med skådespelaren Örjan Ramberg (född 1948), med vilken hon har dottern Tilde Fröling (född 1980). Senare var hon sambo med Titan Televisions grundare Thomas Hedberg (född 1961), med vilken hon har dottern Mira Fröling (född 1990).

## Filmografi
- 1975 – Vi har många namn
- 1976 – Drömmen om Amerika
- 1977 – Månen är en grön ost
- 1978 – Dagar med Knubbe (TV-serie)
- 1978 – Chez Nous
- 1979 – Katitzi (TV-serie)
- 1979 – Misantropen (TV-teater)
- 1980 – Välkommen hem (TV-teater)
- 1981 – Pelle Svanslös (röst som Maja Gräddnos)
- 1981 – Sally och friheten
- 1982 – Fanny och Alexander
- 1983 – Två killar och en tjej
- 1983 – G
- 1984 – Hur ska det gå för Pettersson? (TV-serie)
- 1985 – Pelle Svanslös i Amerikatt (röst som Maja Gräddnos)
- 1985 – Hålet
- 1985 – Examen
- 1986 – Demoner
- 1986 – På liv och död
- 1987 – Jim och piraterna Blom
- 1987 – Träff i helfigur (TV-serie)
- 1987 – Varuhuset (TV-serie)
- 1988 – En far (TV-teater)
- 1988 – Clark Kent (TV-serie)
- 1988 – SOS – en segelsällskapsresa
- 1988 – Ein Treffen mit Rimbaud
- 1989 – Fallgropen
- 1989 – Kikis expressbud (röst som Dora, kvinna m.fl.)
- 1989 – Maskrosbarn (TV-serie)
- 1991 – Oxen
- 1991 – Rosenbaum (TV-serie)
- 1992 – Maskeraden
- 1993 – Sista dansen
- 1993 – Älska, älskar inte
- 1995 – När alla vet
- 1995 – Babe – den modiga lilla grisen (röst som katten Duchess)
- 1995 – Bert – den siste oskulden
- 1996 – Ellinors bröllop
- 1996 – Letters from the East
- 1997 – Snoken (TV-serie)
- 1998 – Glasblåsarns barn
- 1998 – OP7 (TV-serie)
- 1999 – Jakten på en mördare (TV-serie)
- 2000 – Gossip
- 2001 – Sprängaren
- 2002 – Cuba libre
- 2003 – Paradiset
- 2004 – Gustaf (röst som mrs. Baker)
- 2004 – Superhjältarna (röst som Edna Mode)
- 2005 – Kalle och chokladfabriken (röst som farmor Josephine)
- 2005 – Kirikou och vilddjuren (röst som äldre kvinna, gammal kvinna och kvinna 2)
- 2005 – Robotar (röst som tant Fanny)
- 2006 – Asterix och vikingarna (röst som Bonemine)
- 2006 – Min vän Charlotte (röst som mrs. Zuckerman)
- 2006 – Myrmobbaren
- 2006 – Pretty Nasty
- 2006 – På andra sidan häcken (röst som Gladys Sharp)
- 2006 – Tatort (TV-serie)
- 2007 – Elias och kungaskeppet
- 2007 – Kærlighed på film
- 2007 – TMNT (röst som Karai)
- 2007 – Winx Club: The Secret of the Lost Kingdom (röst som Faragonda)
- 2008 – Den milde smerte
- 2008 – Horton (röst som fröken Hjälp)
- 2008 – Ponyo på klippan vid havet (röst som Yoshie och Noriko)
- 2008 – Sagan om Despereaux (röst som berättare)
- 2009 – Monsters vs Aliens (röst som Rita Dietl)
- 2009 – Män som hatar kvinnor
- 2010 – Fröken Märkvärdig & karriären
- 2010 – Nanny McPhee och den magiska skrällen (röst som fröken Buller)
- 2010 – Sammys äventyr - den hemliga vägen (röst som gammal kvinnlig sköldpadda)
- 2010 – Shrek - Nu och för alltid (röst som Gretchen)
- 2010 – Änglavakt
- 2010 – Lånaren Arrietty (röst som Haru)
- 2012 – Modig (röst som häxan)
- 2013 – Bäst före
- 2014 – Medicinen
- 2014 – Tommy
- 2018 – Tror du jag ljuger (TV-serie)
- 2018 – Superhjältarna 2 (röst som Edna Mode)

## Teater

### Roller (ej komplett)
| År   | Roll                 | Produktion                                                           | Regi          | Teater                 |
| ---- | -------------------- | -------------------------------------------------------------------- | ------------- | ---------------------- |
| 1974 | En säterjänta        | Peer Gynt Henrik Ibsen                                               | Fred Hjelm    | Stockholms stadsteater |
| 1974 | Erika                | Jösses flickor, befrielsen är nära Suzanne Osten och Margareta Garpe | Suzanne Osten | Stockholms stadsteater |
| 1975 | Inez                 | Vampyren Anders Ahlbom Rosendahl                                     | Suzanne Osten | Stockholms stadsteater |
| 1976 | Prinsessan Christina | Hagasessorna Per Lysander och Suzanne Osten                          | Suzanne Osten | Stockholms stadsteater |
| 1976 | Alice/Juristen       | Snarkjakten Lewis Carrol                                             | Suzanne Osten | Stockholms stadsteater |
| 1977 | Anna, dottern        | Häxorna-Bränn dem! Margareta Garpe                                   | Leif Sundberg | Stockholms stadsteater |
| 1988 | Jenny                | Tolvskillingsoperan Bertolt Brecht och Kurt Weill                    | Peter Langdal | Dramaten               |
| 2010 | Fröken Lund          | Grease - den svenska versionen Jim Jacobs och Warren Casey           | Hans Marklund | Göta Lejon             |